# 서강학파
서강학파는 로마 가톨릭교회 수도회인 예수회가 설립한 서강대학교 경제학과 교수들의 모임이다. 시장경제 기반의 성장성을 중요시 한다.

## 개요
1970년대 박정희 정권의 경제 성장을 이끈 서강대 교수 출신 경제 관료를 지칭한다. 1세대는 남덕우 전 총리, 이승윤ㆍ김만제 전 부총리다. 
2세대는 김덕중 전 교육부 장관, 김종인 더불어민주당 비상대책위원회 대표 등이 있다.
이들은 전형적인 성장주의자로 재벌 우선, 수출 지상주의, 선 성장ㆍ후 분배 등을 주장했다.
3세대에는 1세대들의 제자인 김광두, 김경환, 남성일 현 서강대 교수가 대표적이다. 4세대에는 최인, 조장옥 현 서강대 교수가 대표적이고, 5세대로는 허정, 전현배 서강대 교수 등이 맥을 이어가고 있다. 서강학파는 경제 성장을 주도했다는 찬사를 받았지만 동시에 재벌 위주의 경제성장을 추구한다는 비판도 받고 있다. 1998년 외환위기도 이들 서강학파가 설계한 지나친 고속성장 중심의 정책 때문이라는 비판도 있다.

서강대 출신 금융인들의 모임인 서금회와 함께 한국의 경제를 좌우하는 막강한 사조직이다.